# Tony Clifton
Tony Clifton è un personaggio immaginario interpretato dal comico Andy Kaufman e da Bob Zmuda, suo partner nei loro spettacoli. A volte Tony Clifton veniva interpretato anche da Michael Kaufman, fratello di Andy.

## Storia

### Interpretazione di Andy Kaufman
Tony Clifton venne interpretato dal comico Andy Kaufman, che vestendo i suoi panni intendeva rappresentare l'anti-comicità. Le caratteristiche principali di Clifton, secondo la leggenda nato e cresciuto nei bassifondi di Las Vegas e che ha cominciato a calcare i palcoscenici solamente da adulto, sono la tipica giacca rosa, che copre la camicia blu stile messicano, e soprattutto i suoi carrera scuri, le sue basette e i suoi baffi, che rendevano Kaufman irriconoscibile.
A volte però Kaufman si divertiva a confondere il pubblico, apparendo sullo stesso palco insieme a Clifton, interpretato in queste occasioni dal compagno di lavoro di Kaufman Bob Zmuda, arrivando a prendersi a parolacce e addirittura a schiaffi, lasciando il pubblico sgomento. Lo scopo di Clifton era quello di aprire gli show di Andy Kaufman con un suo mini-spettacolo, come fece nello show Andy plays at Carnegie Hall.

### Taxi
Clifton era stato scritturato per apparire in uno dei primi episodi della sitcom Taxi trasmessa dalla ABC. Nel 1977, i produttori di Taxi avevano visto Kaufman interpretare "Foreign Man" al The Comedy Store e gli avevano offerto un ruolo nello show basato su quel personaggio. Kaufman non era un fan delle sitcom (odiava le risate registrate), ma il suo manager, George Shapiro, lo convinse ad accettare l'ingaggio come trampolino per il successo, così da permettergli successivamente di produrre il suo speciale televisivo Andy's Funhouse. Kaufman accettò di apparire come "Latka Gravas" in 14 episodi a stagione, circa la metà dell'intera serie, solo a condizione che Tony Clifton apparisse come ospite speciale nella serie. La produzione era al corrente che "Clifton" era un alter ego di Kaufman ma portò avanti la finzione che Clifton fosse un attore separato. Misero sotto contratto Clifton ed annunciarono al cast che Clifton era stato scritturato per interpretare la parte del fratello del personaggio di Danny DeVito nella serie, "Louie De Palma".
Tuttavia, dopo il primo giorno di prove, i produttori ritennero che Kaufman (come Clifton) non fosse all'altezza della sfida recitativa di interpretare il ruolo offerto. Lo informarono di questo, e Kaufman chiese che "Clifton" fosse licenziato in pubblico, apparentemente per essere arrivato tardi alle prove. Clifton riapparve sul set il giorno seguente comportandosi in maniera esigente, rozza e odiosa. La produzione non solo licenziò Clifton davanti alla stampa e ai dirigenti del network (che si erano radunati sul set per assistere allo spettacolo promesso) ma lo fece buttare fuori dagli studi dalla sicurezza dopo che egli aveva causato il caos e fatto infuriare le star della serie Judd Hirsch e Jeff Conaway. Il suo ruolo venne eliminato e quando Kaufman (nei panni di se stesso) tornò al lavoro per l'episodio successivo, si comportò come se nulla fosse successo.
Sam Simon, sceneggiatore della quinta stagione di Taxi, dichiarò nel 2013 a Marc Maron nel podcast WTF with Marc Maron che Kaufman era "completamente professionale" sul set ed aveva detto a tutti che "Tony Clifton era lui in realtà". Simon inoltre disse che le fonti da cui provenivano principalmente i resoconti di queste storie erano Bob Zmuda e "un po' di stampa e pubblicità", ma ammise che Kaufman avrebbe "amato" la versione degli eventi di Zmuda. Tuttavia, mentre molti membri della troupe di Taxi confermarono la storia che Clifton era stato una presenza dirompente durante la sua breve permanenza sul set nella prima stagione, lo stesso Simon non ebbe alcuna associazione con Taxi fino alla terza stagione, quindi non era presente a questo evento specifico.

### Apparizioni dopo la morte di Kaufman
Nel 1985, un anno dopo la morte di Kaufman, Clifton tenne un concerto al Comedy Store, cantando in memoria di Kaufman e per i malati di cancro. Clifton tornò ad essere celebre nel 1999, quando fu girato Man on the Moon, il film sulla vita di Kaufman, che venne interpretato da Jim Carrey. Nell'estate 2008 Clifton creò la sua Katrina Kiss my Ass Band, con cui andò in tournée negli Stati Uniti in quella stessa estate.

### Cover
Tony Clifton ha proposto delle cover di alcune celebri canzoni, tra le quali I Will Survive di Gloria Gaynor e Nel blu dipinto di blu di Domenico Modugno.